# National Basketball Players Association

Precedente logo dell'associazione

La National Basketball Players Association è il sindacato dei giocatori che giocano nella NBA. Fondata nel 1954, è la più vecchia associazione sindacale fra le quattro maggiori leghe sportive statunitensi, sebbene la NBPA non è stata riconosciuta dai proprietari delle franchigie NBA fino a 10 anni più tardi.

## Nascita
Bob Cousy, giocatore dei Boston Celtics, cominciò a organizzare l'associazione sin dal 1954. A quei tempi non guadagnava tanti soldi e non aveva un piano pensione né un salario minimo. Il salario di un giocatore era di circa 8000 $ a stagione. Ma dieci anni dopo i salari cominciarono a crescere e i proprietari delle franchigie NBA riconobbero finalmente la NBPA nel 1964, dopo che i giocatori avevano minacciato di non giocare l'NBA All-Star Game.

## Presidenti
- Bob Cousy: 1954-1958
- Tom Heinsohn: 1958-1965
- Oscar Robertson: 1965-1974
- Paul Silas: 1974-1980
- Bob Lanier: 1980-1985
- Junior Bridgeman: 1985-Febbraio 1988
- Alex English: Febbraio 1988- 5 ottobre 1988
- Isiah Thomas: October 5, 1988- 13 febbraio 1994
- Buck Williams: 13 febbraio 1994- 15 settembre 1997
- Patrick Ewing: 15 settembre 1997- 10 luglio 2001
- Michael Curry: 10 luglio 2001 – 28 giugno 2005
- Antonio Davis: 28 giugno 2005- 19 novembre 2006
- Derek Fisher: 19 novembre 2006–21 agosto 2013
- Chris Paul: 21 agosto 2013-7 agosto 2021
- C.J. McCollum: 7 agosto 2021-12 luglio 2025
- Fred VanVleet: 13 luglio 2025-oggi